# Val-de-la-Haye
Val-de-la-Haye település Franciaországban, Seine-Maritime megyében. Lakosainak száma 699 fő (2022. január 1.). Val-de-la-Haye Canteleu, Grand-Couronne, Hautot-sur-Seine, Petit-Couronne, Quevillon, Sahurs és Saint-Pierre-de-Manneville községekkel határos.

## Népesség
A település népessége az elmúlt években az alábbi módon változott:
| Lakosok száma | 705  | 699  | 709  | 710  | 715  | 718  | 718  | 708  | 699  |
|               | 2013 | 2015 | 2016 | 2017 | 2018 | 2019 | 2020 | 2021 | 2022 |